# Országos Vérellátó Szolgálat
Az Országos Vérellátó Szolgálat (OVSz) önállóan működő és gazdálkodó költségvetési szerv. Feladata az ország egész területén biztosítani a vérellátás megtervezését és megszervezését, az egészségügyi intézmények vér és vérkészítményekkel való ellátását.

## Székhelye
Székhelye: 1113 Budapest, Karolina út 19–21.

## Története

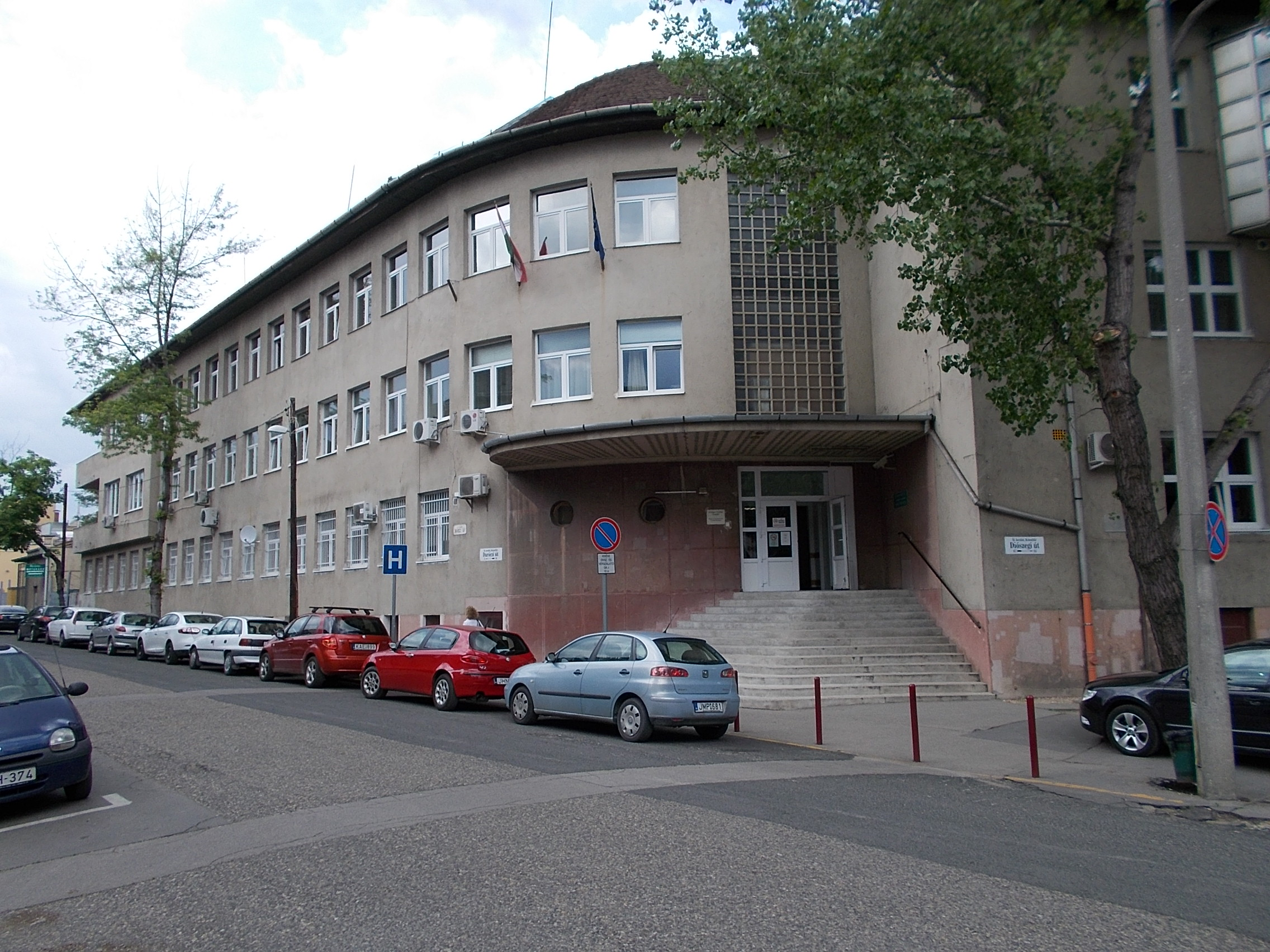
Országos Vérellátó Szolgálat (OVSz) Szervkoordinációs Iroda (Kelenföld, Daróczi út 16.)

- A költségvetési szerv alapításának dátuma: 1996. június 6.
- A költségvetési szerv alapítására, átalakítására, megszüntetésére jogosult szerv: a Kormány.
- A költségvetési szerv korábbi megnevezése: Országos Vérellátó Központ. Közvetlen jogelőd megnevezése: Országos Haematológiai és Vértranszfúziós Intézet.

2010-2019-ig: 
- Alapító szerv neve: Nemzeti Erőforrás Minisztérium.
- Irányító szerv neve: Nemzeti Erőforrás Minisztérium.[1]

2020-tól:
- Irányító szerv neve: Emberi Erőforrások Minisztériuma
- Fenntartó szerv neve: Országos Kórházi Főigazgatóság[2]

## Irányítása és felügyelete
Az OVSz középirányító szerve az Állami Egészségügyi Ellátó Központ. 2020-tól pedig az Országos Kórházi Főigazgatóság
Az OVSz vezetője a főigazgató. A főigazgató felett a munkáltatói jogkör gyakorlója a munkaviszony létesítése és megszüntetése tekintetében az egészségügyért felelős miniszter. Az egyéb munkáltatói jogok gyakorlására az ÁEEK, 2021-től az OKFŐ mint középirányító szerv főigazgatója jogosult.

## Alaptevékenysége
Az Országos Vérellátó Szolgálat feladatainak ellátása során:
1. együttműködik az egészségügyi intézményekkel, az Állami Népegészségügyi és Tisztiorvosi Szolgálattal, az érintett szakmai kollégiumokkal, a véralapanyagokat továbbfeldolgozókkal, a Magyar Vöröskereszttel, valamint a véradást támogató más civil szervezetekkel,
2. együttműködési megállapodást köthet más szervekkel a feladatkörébe tartozó donortoborzás, termék-előállítás, diagnosztika és egyéb tevékenységek végzésére, illetve az ezekkel kapcsolatos kutatásokra, fejlesztésekre,
3. kapcsolatot tart a hazai és nemzetközi szakmai szervezetekkel,
4. feladatkörében részt vesz az Európai Unió illetékes szakmai szervei munkájában, az Európai Unió döntéshozatali tevékenységében való részvételről és az ehhez kapcsolódó kormányzati koordinációról szóló 1007/2004. (II. 12.) Korm. határozatban foglaltak szerint.[6]